# 新屋敷 (糸満市)
新屋敷（しんやしき）は、沖縄県糸満市字糸満の行政区の一つ。5区と呼ぶこともある。字糸満のもっとも東に位置しており、小中高校が当区内に集中しており、糸満高校と糸満中学校の2校（かつては糸満南小学校も）は隣の照屋と接しており、学校が開校する時に元々照屋の区域だった部分を当区内に編入している。そのため学校の敷地が境界線だったりするところもある。それ以外にも照屋との境界線があやふやなところがある。
学校があるほかは南側にスーパー、県道沿いにコンビニエンスストアがあるのみであとは住宅地だが、南端部には畑もわずかながらある。字糸満内の行政区の中ではもっとも人口が多い。

## 公共施設

### 現存する施設
- 沖縄県立糸満高等学校
- 糸満市立糸満中学校
- 糸満市立糸満小学校
- サンエー糸満食品館
- 糸満市生涯学習支援センター（前端区にあった市中央公民館の後継施設、旧糸満南小学校の旧特別教室校舎を改築転用）
- 糸満警察署（2020年に西崎から移転）

### かつてあった施設
- 糸満市立糸満南小学校（学校配置適正化のため2011年に潮崎町へ併設の幼稚園とともに移転[1]）

## 交通

### 道路
沖縄県道77号糸満与那原線が区の北側、沖縄県道54号線が区の東側、沖縄県道250号糸満具志頭線が区の南東側をそれぞれ通っている。

### 路線バス
当区内に糸満小学校前バス停があるほか、2021年10月より107番・108番の南部循環線の西崎地区への乗り入れと経路変更でこれまでの県道77号の糸満ロータリー～照屋県道54号交点を通らなくなる代わりに、双子橋～サンエー糸満食品館前の市道と県道54号バイパス（サンエー前～照屋交差点）を通ることになり、新たに当地区内には稲嶺原入口とすぐ近くの糸満高校前の2つのバス停が設置された（このほかに市道側の双子橋、親田原も新設）。
糸満小学校前バス停に停車する路線バス
- 34番・糸満（東風平）線（沖縄バス）
- 35番・糸満（志多伯）線（沖縄バス）
- 36番・糸満～新里線（沖縄バス）
- 81番・西崎向陽高校線（琉球バス交通）
- 200番・糸満おもろまち線（沖縄バス）
- 235番・志多伯おもろまち線（沖縄バス）
- 334番・国立劇場おきなわ線（沖縄バス）
- 446番・那覇糸満線（那覇バス）[2]

稲嶺原入口と糸満高校前のバス停に停車する路線バス
- 107番&108番・南部循環線（琉球バス交通）[3]

## 隣接する地域
- 新島（字糸満内の行政区）
- 新川（字糸満内の行政区）
- 照屋
- 真栄里